# Manhattan (Kansas)
Pour les articles homonymes, voir Manhattan (homonymie).
Manhattan est une ville américaine située dans le nord-est du Kansas, à l’intersection de la rivière Kansas et de la rivière Big Blue. En 2010, on recensait 52 281 habitants, faisant de Manhattan la huitième plus grosse ville du Kansas. Manhattan est le siège du comté de Riley. Une petite partie de la ville s'étend dans le comté de Pottawatomie.
En 1997, la ville est surnommée « Little Apple » en clin d'œil à Manhattan de la « Big Apple » de New York. La ville est surtout connue pour son université, Kansas State University. À 13 km à l'ouest de la ville se trouve la ville de Fort Riley, poste de l'armée américaine. En 2007, CNN et le magazine Money ont placé Manhattan parmi les dix meilleurs endroits pour prendre une retraite anticipée.

## Histoire
C'est de Manhattan (Kansas) que le 27 mai 1859, le journaliste Horace Greenway, fondateur du New York Tribune et son confrère Henry Villard, prirent la diligence de la Pikes Peak Express Company menant à ce qui n'était pas encore Denver, au départ de Manhattan (Kansas), pour se rendre sur les lieux et vérifier les rumeurs de découverte d'or. Dès le mois de juin 1859, une population évaluée à 10 000 personnes était concentrée sur les villes-champignon de Central City, Nevada et Black Hawk, dans le cadre de la ruée vers l'or de Pikes Peak.

## Géographie

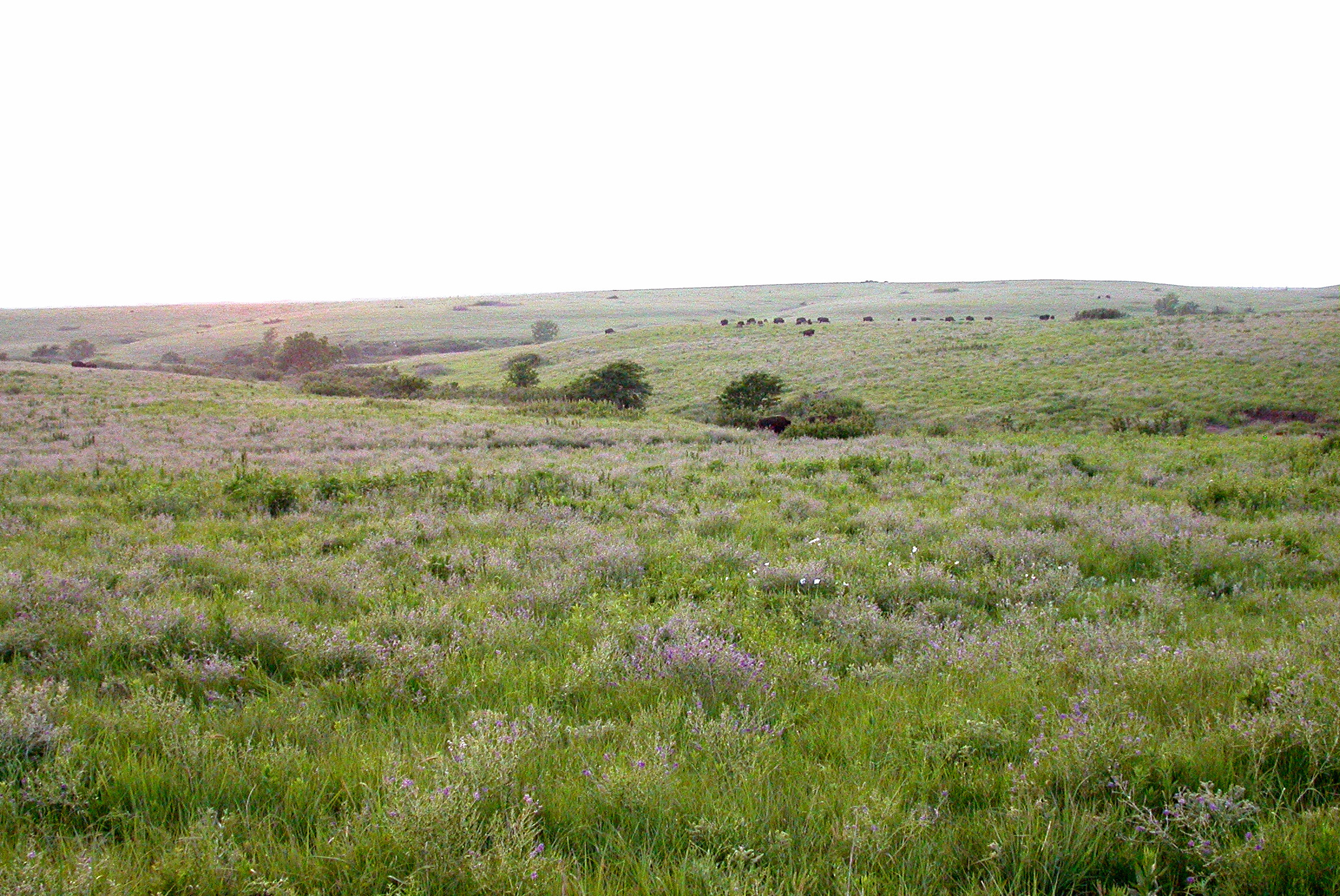
Prairies

Manhattan se trouve  à environ 80 km de la capitale du Kansas, Topeka, et de la rivière Kansas. Selon le bureau du recensement des États-Unis, la ville dispose d'une surface totale de 38,9 km2 principalement constitué de champs.

### Données géographiques
Manhattan se situe dans la région des Flint Hills ('collines de pierres'), qui sont une succession de collines recouvertes par de l'herbe haute. Cependant, l'actuel centre-ville -le site originel de Manhattan- a été construit sur un terrain inondable à la jonction de deux rivières, la Kansas et la Big Blue river.
Le réservoir de Tuttle Creek se situe à 8 km au Nord de Manhattan. Un lac artificiel a été formé lors de la construction du barrage dans les années 1960, pour réguler le débit d'eau de la Big Blue river; aujourd'hui Tuttle Creek est un parc d'état qui offre de nombreuses distractions. Au sud de la ville se trouve Konza prairie, une prairie d'herbe haute protégée appartenant à la fois au conservatoire naturel et à l'université de l’État du Kansas.

## Climat
Sur une année, les températures s'échelonnent en moyenne entre un minima de −9,5 °C en janvier et un maxima de 34 °C en juillet. Les températures maximales montent, en moyenne, jusqu'à 32 °C pendant 56 jours par an et atteignent les 37 °C environ 9 jours par an. Les températures tombent en dessous de zéro en moyenne 118 jours par an. En général, les premières gelées arrivent entre la dernière semaine de septembre et la fin octobre, et cessent entre la première semaine d'avril et début mai.
La ville reçoit 89 cm de précipitations en moyenne chaque année, la plupart tombant entre mai et juin, la période avril / juin comportant en moyenne 33 jours de précipitations mesurables. Pendant une année moyenne, le total des précipitations se situe entre 61 et 116 centimètres. Il y a en moyenne 97 jours où les précipitations sont mesurables. Les chutes de neige sont en moyenne de 40 cm, mais la valeur médiane est inférieure à 25 cm. Les chutes de neige mesurables ont lieu 10 jours par an avec au moins 2,5 cm de neige pendant 6 de ces jours. Environ 20 jours par an, on note une profondeur de neige d'au moins 2,5 cm (un inch).

## Démographie
| Groupe            | Manhattan | Kansas | États-Unis |
| ----------------- | --------- | ------ | ---------- |
| Blancs            | 76,0      | 75,6   | 61,6       |
| Noirs             | 5,9       | 5,7    | 12,4       |
| Amérindiens       | 0,8       | 1,2    | 1,3        |
| Asiatiques        | 5,3       | 2,9    | 6,0        |
| Autres            | 3,5       | 4,9    | 8,4        |
| Métis             | 8,4       | 9,5    | 10,2       |
| Total             | 100       | 100    | 100        |
|                   |           |        |            |
| Latino-Américains | 9,2       | 13,0   | 18,7       |

Au recensement de 2000, on comptait 44 831 personnes, 16 949 habitations et 8 254 familles résidant dans la ville. La densité de population était de 1 152,4 habitants/km2. Il y avait 7 690 unités d'habitation pour une densité d'en moyenne 454,7/km2. L'ethnicité de la ville se répartissait comme suit : 87,28 % de Blanc, 4,86 % d'Afro-Américains, 0,48 % d'Autochtones, 3,93 % d'Asiatique, 0,07 % d'Océanien, 1,30 % d'autre culture, et 2,07 % de culture mélangée. Les Hispaniques ou latinos (Amérique du Sud et centrale) représentent 3,49 % de la population toute culture confondue.

## Résidents célèbres
- Bob Anderson – fondateur du magazine Runner's World
- Louis Chaudet – cinéaste, écrivain
- Del Close – comédien
- David Fairchild – botaniste, explorateur
- Philip Fox – astronome
- James Harbord – officier militaire, homme d'affaires
- Jonathan Holden – Poète lauréat du Kansas
- Lee Killough – auteur
- Mitsugi Ohno – souffleur de verre
- Cassandra Peterson – actrice (Elvira)
- Merrill D. Peterson - historien
- Deb Richard – golfeur professionnel
- Damon Runyon – auteur
- Fred Andrew Seaton – politique
- Bill Snyder – entraîneur de football américain
- Gary Spani – football hall-of-famer
- Walter J. Stoessel – diplomate
- Samuel Wendell Williston – scientifique
- Earl Woods – père de Tiger Woods

## Jumelage
- Dobřichovice (Tchéquie) depuis 2004

## Source
- (en) Cet article est partiellement ou en totalité issu de l’article de Wikipédia en anglais intitulé « Manhattan, Kansas » (voir la liste des auteurs).